# Ramu (Bangladesch)
Ramu ist ein Dorf in Bangladesch. Es liegt am Fluss Baghkhali, an der Küste zwischen den Städten Chittagong und Cox’s Bazar, im Upazila Ramu des Distrikts Cox’s Bazar. Die Einwohner leben vor allem vom Handwerk, wie zum Beispiel dem Weben.
Seinen Namen hat Ramu von der gleichnamigen Dynastie des Arakanreiches.

## Sehenswürdigkeiten
In Ramu finden sich buddhistische Klöster, Pagoden und ein vier Meter hoher Bronzebuddha, der aus der Zeit der Eroberung durch die Großmoguln stammt. Der Haupttempel heißt Sima Vihar. Die Heiligtümer wurden bei den Unruhen 2012 beschädigt oder zerstört. Hunderte Buddhastatuen aus Metall oder Holz wurden gestohlen, religiöse Schriften angezündet.

## Geschichte
Die Region wechselte in ihrer Zugehörigkeit immer wieder zwischen Bengalen und Arakan. 1531 eroberte Arakans König Min Bin Ramu und fügte es seinem Reich hinzu. 1544 besetzten Ramu kurzzeitig Krieger aus Tippera. Mit der Eroberung Chittagongs durch die Großmoguln 1666 fiel auch Ramu an das indische Großreich.
2012 kam es zu Unruhen, als auf Facebook ein gefälschtes Bild kursierte, auf dem ein Koran verbrannt wurde. Das Bild war auf der Facebook-Seite eines buddhistischen Jugendlichen von einem Unbekannten verlinkt worden. Sechs Stunden lang griffen Muslime daraufhin Buddhisten in Ramu und benachbarten Orten an und zerstörten ihre Heiligtümer. Insgesamt wurden zwölf Tempel und 50 Wohnhäuser zerstört. Laut den Buddhisten wurden die Unruhen organisiert. Mit Lastwagen und Kleinbussen wurden hunderte Randalierer aus Cox's Bazar und Chittagong vor den Ausschreitungen herangefahren. Weder die lokale Polizei, noch die Verwaltung schritt ein.